# Église Saint-Denis d'Estrées-Saint-Denis
L'église Saint-Denis est une église catholique paroissiale picarde située à Estrées-Saint-Denis, dans l'Oise. Sa construction s'étend sur plusieurs siècles.

## Histoire
C'est le seul édifice ancien de la commune est l'église paroissiale dédiée à saint Denis. La partie la plus ancienne de l'église fut construite au XIe siècle. Au XIe siècle, l’église (qui se limitait à une partie de l’actuel bas-côté Nord) donnait l’apparence d’une chapelle étroite. Une partie de la façade, une porte latérale et une corniche de la nef sont romanes. Le chœur et la nef sont gothiques, datant des XVIe et XVIIe siècles. Le bas-côté droit date de 1867. La porte principale était précédée d'un porche. Bombardée pendant la Première Guerre mondiale, l'église a été restaurée en 1928. À noter dans l'église la présence d'un bel orgue en tribune, de facture romantique.